# 竹节蓼属
竹节蓼属（学名：Homalocladium）是蓼科下的一个属，为直立灌木植物。该属仅有竹节蓼（Homalocladium platycladum）一种，原产于所罗门群岛。